# Le Chant du loup
Le Chant du loup (literalment en català, "L'udol del llop") és una pel·lícula francesa del 2019 dirigida i escrita per Antonin Baudry. La pel·lícula tracta d'un oficial de sonar d'un submarí, Chanteraide (François Civil), que ha d'emprar el seu brillant sentit de l'oïda per localitzar un submarí francès de míssils balístics i acabar amb l'amenaça de la guerra nuclear.

## Argument
El submarí francès Titan és enviat a prop de la costa mediterrània de Tartus, a Síria, a recuperar una unitat de les forces especials franceses que opera a la zona. Tanmateix, durant la seva missió es troben amb un contacte sonar no identificat. L'expert de sonar del submarí, Chanteraide, de malnom «Mitjons», primer classifica el contacte com un catxalot, però resulta que el contacte és un submarí desconegut que transmet la seva posició a una fragata iraniana i un helicòpter marítim que opera a la zona. L'helicòpter llança càrregues de profunditat en un acte d'agressió no provocat. Després de defugir l'atac, el Titan surt, i el capità dispara a l'helicòpter amb un Panzerfaust 3. Recuperen la unitat de les forces especials i tornen a la base.
Quan el Titan torna a la base, s'anuncia que Rússia està envaint les illes Åland de Finlàndia i que el president francès ha decidit enviar una força naval a la mar Bàltica en suport de Finlàndia. Moscou amenaça amb represàlies nuclears contra la República Francesa. Chanteraide, que intenta identificar el contacte desconegut a Síria, descobreix que de fet es tracta d'un submarí de míssils balístics rus Timour III, suposadament desmantellat. L'endemà, el comandament militar francès detecta un míssil nuclear R-30 llançat pel Timour III des del mar de Bering, obligant el president francès a ordenar al Formidable que llanci els seus míssils nuclears contra Rússia.
Al búnquer de comandament, Chanteraide, mentre escolta el registre del llançament, troba una anomalia: el míssil és massa lleuger, perquè es va llançar sense cap nuclear. Després d'informar-ne a l'almirall al comandament de la Força Oceànica Estratègica, és present quan el secretari d'Estat nord-americà truca a l'almirall per comunicar-li una informació crítica: l'organització terrorista Al-Jadida va obtenir el Timour III desactivat i va llançar un míssil buit contra França, per fer que els francesos iniciïn el procediment irrevocable per llançar un contraatac nuclear des del Formidable. L'almirall i Chanteraide es desplacen al Titan per aturar aquest llançament nuclear per tots els mitjans necessaris.

## Repartiment
- François Civil com a Chanteraide
- Omar Sy com a D'Orsi
- Mathieu Kassovitz com a ALFOST[2]
- Reda Kateb com a Grandchamp
- Paula Beer com a Diane
- Alexis Michalik com a segon SNLE-B2R
- Jean-Yves Berteloot com a comandant del CIRA
- Damien Bonnard com a oficial de l'SNLE